# 캐나다의 국장

캐나다의 국장 (1994년 ~ 현재)

캐나다의 소형 국장

캐나다의 국장(Coat of arms of Canada)은 1921년 11월 21일에 처음으로 제정되었으며 일부를 제외하고는 대체로 영국의 국장과 비슷하게 생겼다.
국장 가운데에 그려져 있는 방패에는 5개로 나뉜 작은 공간으로 나뉘어 있다. 방패 위의 왼쪽에는 빨간색 바탕에 세 마리의 금색 사자와 오른쪽에는 노란색 바탕에 빨간색 사자가 그려져 있고 방패 가운데의 파란색 바탕 왼쪽에는 하프가, 파란색 바탕 오른쪽에는 3개의 노란색 백합 문양이 그려져 있으며 방패 아래의 하얀색 바탕에 3개의 단풍잎가지가 그려져 있다.
방패 왼쪽에는 영국의 국기를 든 금색 사자가 그려져 있으며 오른쪽에는 파란색 바탕에 3개의 노란색 백합 문양이 그려진 기를 든 하얀색 유니콘이 그려져 있다. 국장 위쪽에는 왕관이 그려져 있으며 왕관 아래에는 오른쪽 발에 단풍나무 잎을 든 왕관을 쓴 사자가 그려져 있다. 사자 아래 투구의 좌우에는 10개의 빨간색과 하얀색 두 가지 색의 단풍나무 잎이 장식되어 있다.
방패 뒤쪽 빨간색 고리에는 캐나다의 훈장의 표어인 "더 좋은 나라를 바란다"("desiderantes meliorem patriam")라는 문구가 쓰여 있고 국장 아래쪽에 있는 파란색 리본에는 캐나다의 나라 표어인 "바다에서 바다로"("a mari usque ad mare")라는 문구가 라틴어로 쓰여 있으며 리본 아래쪽에는 장미꽃과 엉겅퀴, 세잎 토끼풀과 하얀색 백합꽃이 그려져 있다.

## 역대 캐나다의 국장

캐나다의 국장 (1868년)
캐나다의 국장 (1870년)
캐나다의 국장 (1873년)
캐나다의 국장 (1907년)
캐나다의 국장 (1921년 ~ 1957년)
캐나다의 국장 (1957년 ~ 1994년)